# Valeriu Ciupercă
Valeriu Ciupercă (n. 12 iunie 1992, Tiraspol) este un fotbalist din Republica Moldova, care în prezent joacă pe postul de mijlocaș la clubul rus Anji Mahacikala.

## Cariera
El a debutat în Prima Ligă Rusă pentru clubul FC Krasnodar, pe 13 mai 2012, într-un meci contra lui Spartak Nalcik.
Pe 2 iulie 2014 Ciupercă a semnat un contract pe trei ani cu FC Anji Mahacikala.